# 调制解调器

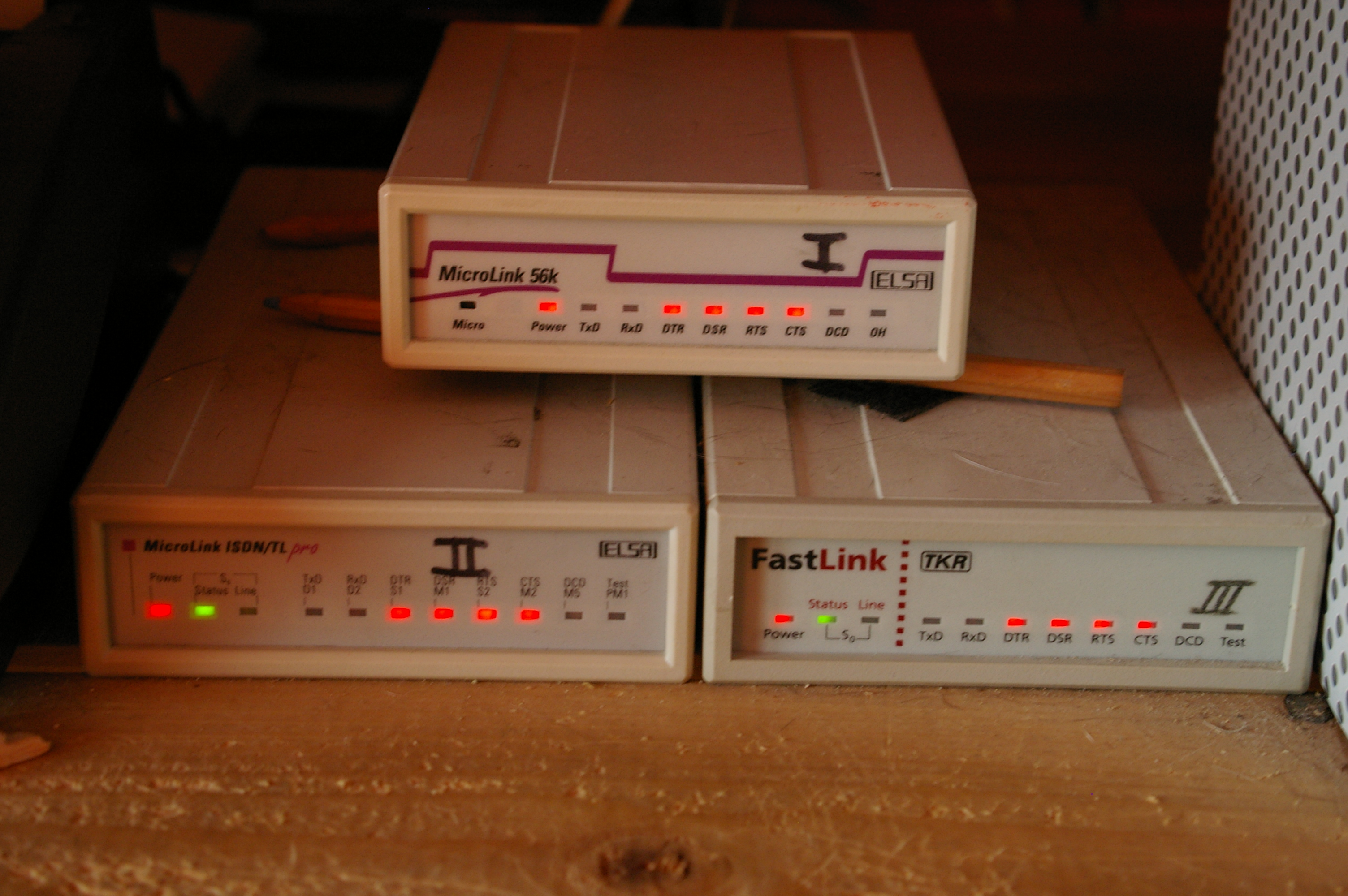
三台不同品牌數據機

（的縮寫），暱稱小烏龜、魔電、猫，是一个将数字信号調變到類比信号上进行传输，并解调收到的類比信号为數位訊號的电子设备。它的目标是产生能够方便传输的類比信号并且能够通过解码还原原来的數位訊號。根据不同的应用场合，數據機可以使用不同的方法来传送類比信号，比如使用光纤，射频无线电或电话线等。
使用普通电话线音频波段进行数据通信的电话數據機是人们最常接触到的调制解调器。
其他常见的调制解调器还包括用于宽带数据接入的有线电视电缆调制解调器、ADSL调制解调器和光纤调制解调器。數位式移动电话实际上也是一种无线方式的调制解调器。現代电信传输设备是为了在不同的介质上远距离的传输大量信息，因此也都以调制解调器的功能为核心。其中，微波调制解调器速率可以达上百万比特每秒；而使用光纤作为传输介质的光调制解调器可以达到几十Gbps以上，是现在电信传输的骨干。

## 历史
數據機起初是为1950年代的美軍半自動地面防空系統（Semi-Automatic Ground Environment，簡稱SAGE）研制，用来连接不同基地的终端，雷达站和指令控制中心到美国和加拿大的SAGE指挥中心。 SAGE运行在专用线路上，但是当时两端使用的设备跟今天的數據機根本不是一回事。IBM是SAGE系统中计算机和數據機的供货商。几年后美国航空的首席执行官与IBM一位区域经理的一次会晤促使「mini-SAGE」这种航空自动订票系统。在这系统中，一个位于票务中心的终端连接在中心电脑上，用来管理机票有效性和时间。这个系统，叫做Sabre，是今天SABRE系统的早期原型。
1960年代早期，商业计算机的应用逐渐普及，加上上述技术成果，1962年，AT&T发布了第一个商业化數據機Bell 103。使用两个音调表示1和0的移频键控技术，103已经能够实现300 bps的传输速度。很短时间后继版本Bell 212就研制出来，转移到更稳定的移相键控技术把数据速率提高到1200 bps。 类似Bell 201的系统用双向信号集在4对专用线路上实现了2400 bps。
贺氏智能數據機（Hayes Smartmodem）是一个重大的进步，1981年由贺氏通讯研制成功。最早的智能數據機是一个300 bps數據機，使用Bell 103通信協定标准，並内置了一个微控制器，可以让计算机发送命令来控制电话线，例如摘机、拨号、重拨、挂机等功能。這些指令被廣為沿用，並逐漸擴充，被稱為海斯指令集（Hayes command set）。

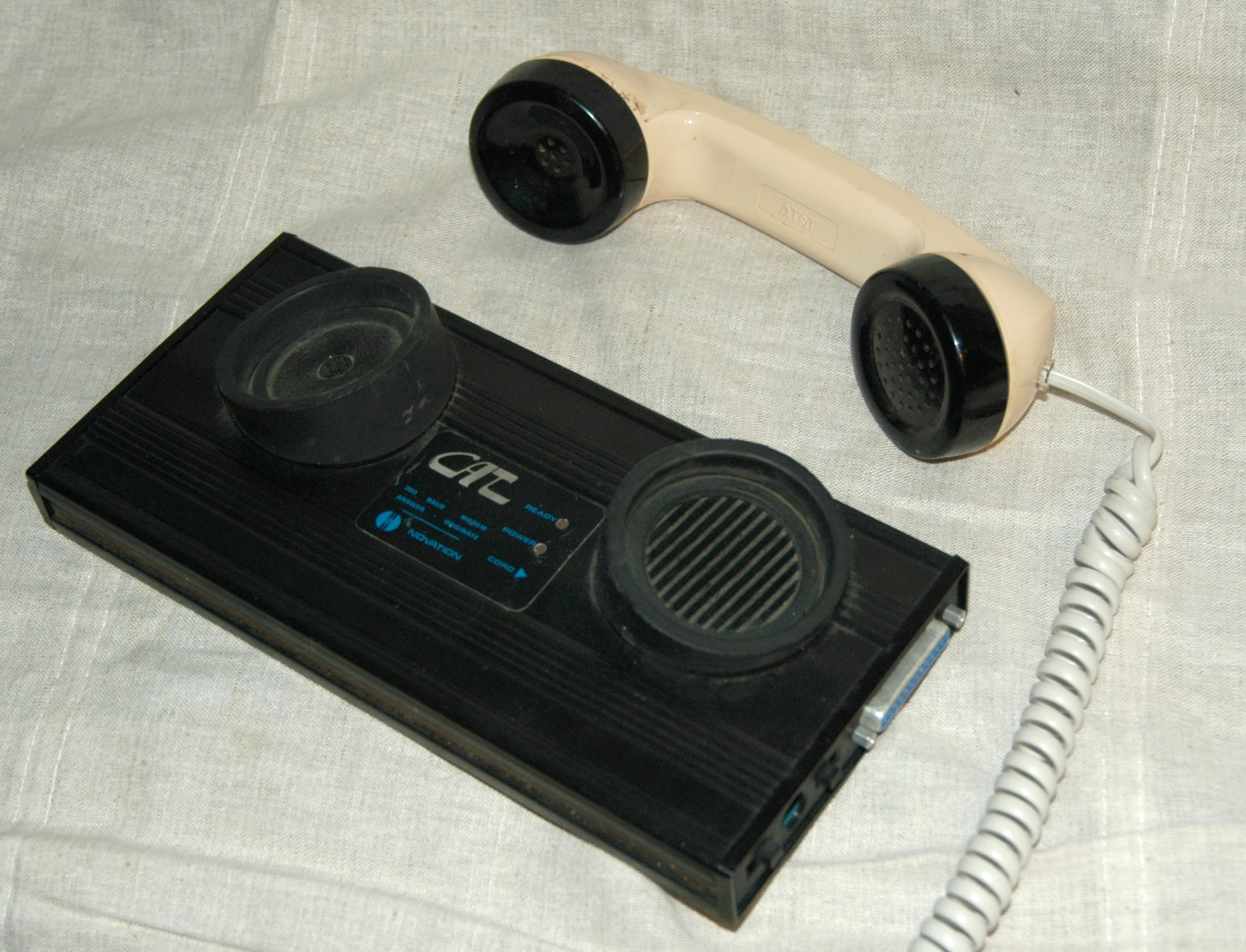
使用声音耦合器的调制解调器

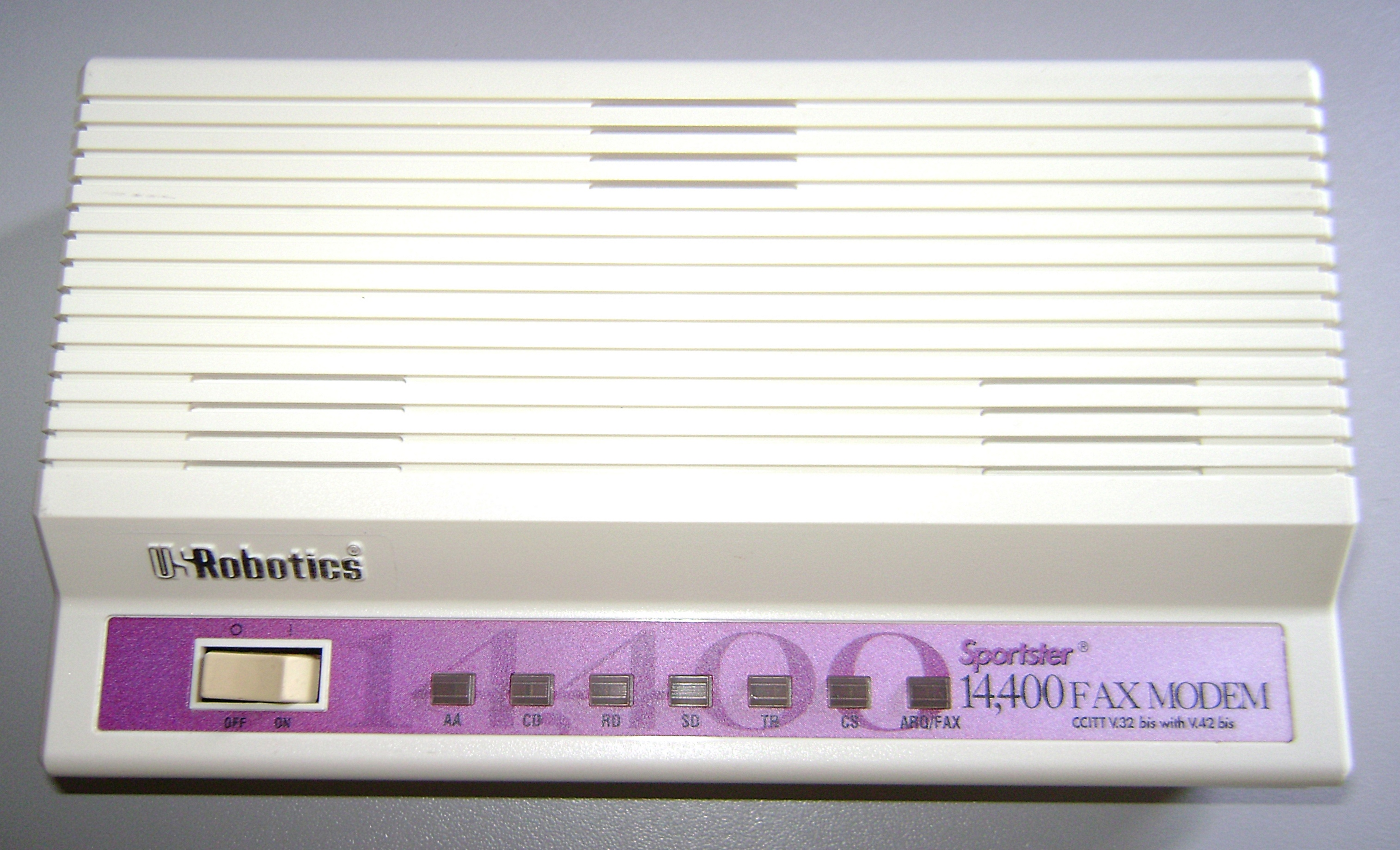
配合電話線的14400bps數據機

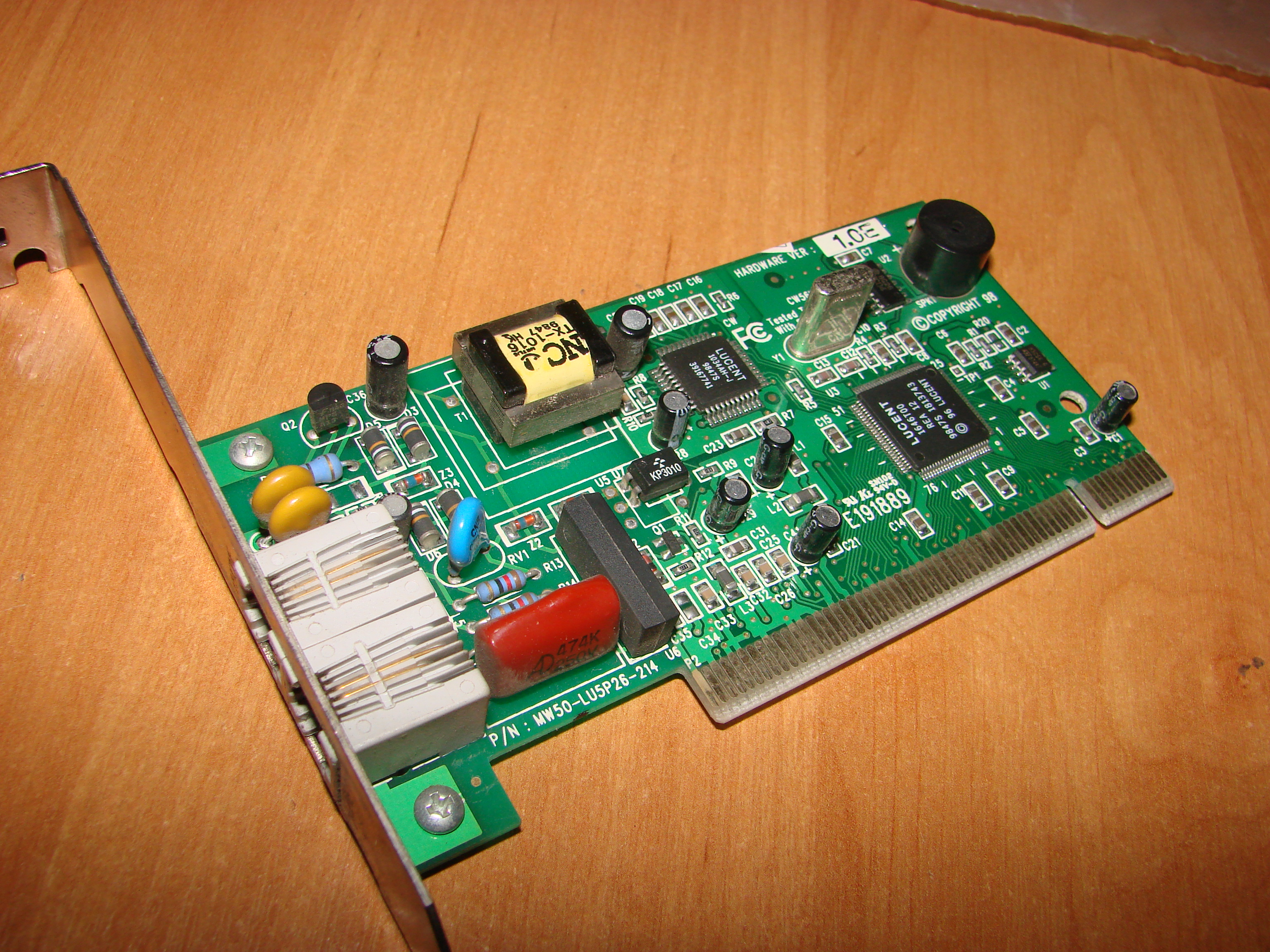
PCI介面卡數據機

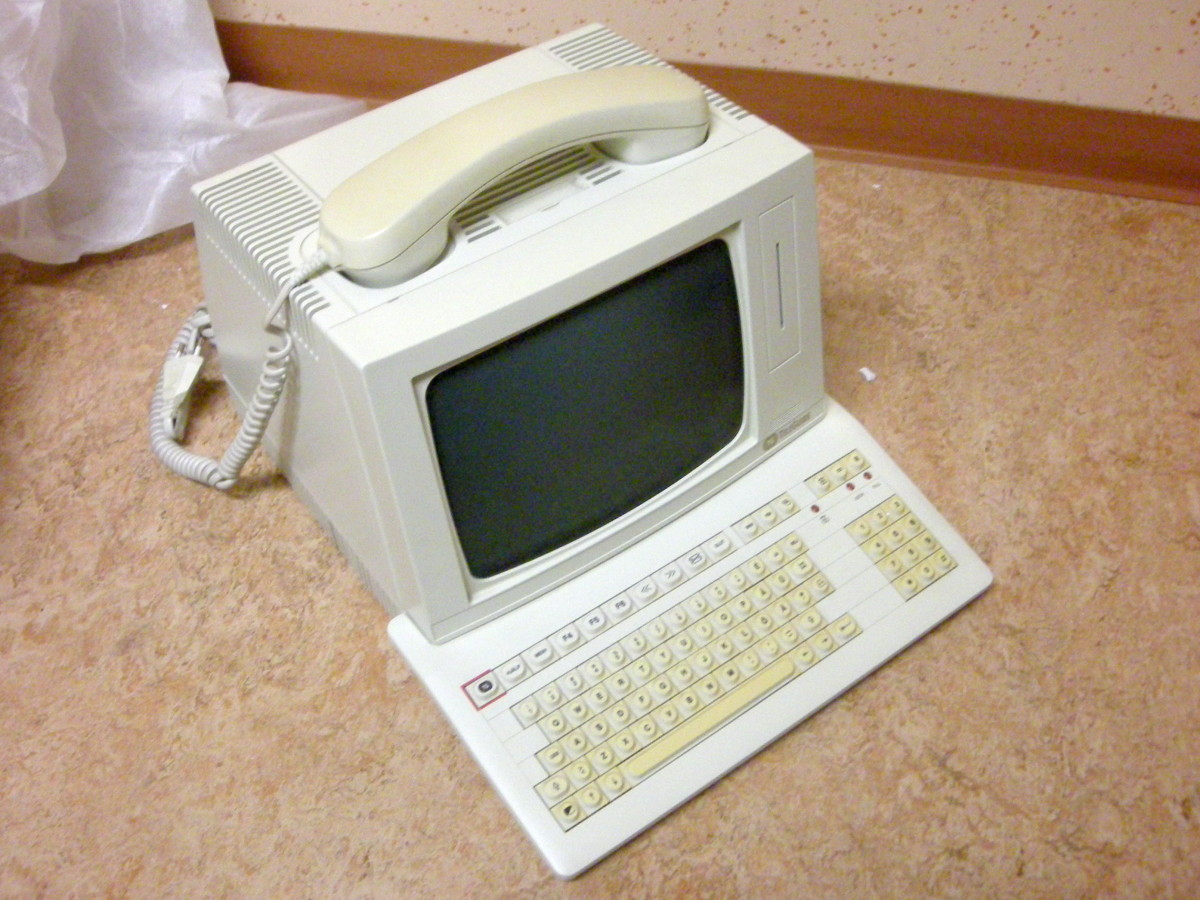
TeleGuide終端機是一種仰賴內建電話線數據機來連線主機的電腦終端機

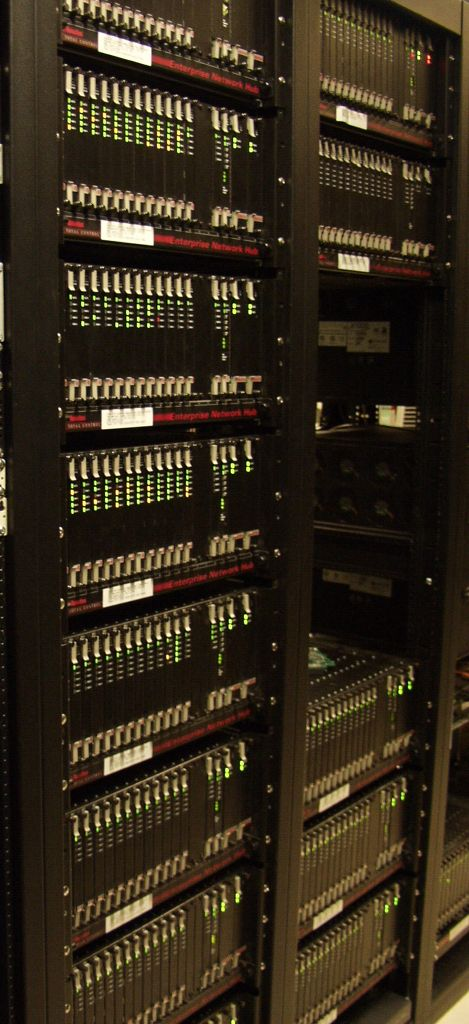
大型機房用數據機

在智能數據機之前，几乎所有的數據機都需要两个步骤来产生一个连接：第一步，人工在电话机上拨叫对方的号码，然后将听筒放在數據機附带的声音耦合器（acoustic coupler）裡，一个用两个橡胶杯组成的用来在声音信号和电信号之间转换的设备。使用智能數據機除了不需要声音耦合器，更重要的是直接将數據機连接在标准电话线或插座上。然后电脑就能自动完成接通电话并拨叫号码的功能。这个改变极大的简化了電子佈告欄系統（BBS）的安装和使用。
到1980年代數據機的速率一直没有多大变化。美国一般使用一种与贝尔212类似的2400 bps的系统，而欧洲的系统稍有差别。到1980年代晚期大多数數據機都能支持当时所有的标准，2400 bps逐渐普及。大量特定用途的标准也被加了进来，通常都是使用高速信道接受低速信道发送，典型的例子就是法国的Minitel系统，用户终端大部分时间都在接受信息。Minitel终端的數據機用1200 bps接受数据75 bps发送命令反馈给服务器。

## 原理
一般用于传输语音的频率范围是300—3400Hz，为了进行人聲訊号在电话系统中传输，在线路上给它分配一定的带宽，国际标准取4KHz为一个标准的频带宽度。
在这个传输过程中，语音訊号以300—3400Hz频率输入，发送方的电话机把这个语音信号转变成類比信号，这个類比信号经过一个频分多路复用器进行变化，使得线路上可以同时传输多路類比信号，当到达接收端以后再经过一个解調的过程把它恢复到原来的频率范围的類比信号，再由接收方电话机把類比信号转换成声音信号。
電腦内的資訊是由“0”和“1”组成数位信号，而在电话线上传輸的却只能是類比信号，所以在电话線上传输数据，就必须将数位信号变换成類比訊號。
- 调制就是用基带脉冲对载波波形某个参数进行控制，形成适合于线路传送的信号。
- 解调就是当已调制信号到达接收端时，将经过调制器变换过的類比信号去掉载波恢复成原来的基带数位信号。
- 采用數據機也可以把音频信号转换成较高频率的信号和把较高频率的信号转换成音频信号。所以调制的另一目的是便于线路复用，以便提高线路利用率。
- 基于载波信号的三个主要参数，可以把调制方式分为三种：调幅、调频和调相。

## 回声抑止
回声抑止是數據機设计中的另一个主要进步。一般来说电话系统要发送一个小的声音信号到讲话方的听筒，这样就告诉说话方声音正在传送。然而同样的信号会干扰數據機，使它分不清信号到底是自己发的还是对方发的。这也是为什么把频率分割频率给应答和原声；如果接受的频率跟自己相同就可以简单的忽略掉。通过改进电话系统可以允许更高的速度，分离的可用电话信号带宽依然受到數據機强制半速限制。
數據機设计的最主要的进步是1990年代晚期推出的56 kbps标准。这个标准类似于更早的1980年代被用户拒绝的高度／低速系统，但是随着互联网使用的普及稍微的牺牲一点速度换来使用性被逐渐接受。

## 描述

### 窄頻
今天标准的數據機在1980年被命名为「智慧數據機」。主要由兩个重要的部分组成：模拟部分用来产生信号和操作电话；数字部分用来设置和控制。这两部分实际上集成进一块芯片，只是理论上还是分开来说明。
數據機实际上工作在2种「模式」：数据模式时通过电话线发送或者接受数据给计算机；命令模式 时數據機监听从计算机发来的命令数据并发送出去。一个典型的会话开始于经过自动假定设置的上电（一般是内置类型） ，然后數據機开始拨出一个电话号码用来连接远程的另一个數據機。连接成功之后數據機自动进入数据模式，可以收发数据了。当用户使用完了，在大约1秒的暂停之后发送逸出序列「+++」，數據機就转入命令模式，发送命令挂机。这样处理有一个问题就是。數據機并不真的知道一个字符串是命令还是数据。已知的解决方法，例如，可以使用转义字符来解决连续「+++」的情况。
自1200 bps開始，在这里波特和位元每秒有所区别的系統被实作出來。波特指的是系统的信号速率，300 bps的數據機每个信号发送1位数据，所以数据速率和信号速率是一致的。1200 bps的系统就不是这样了，实际數據機工作在600波特。这导致了80年代BBS上一系列的激烈争论。
几乎所有的现代數據機都可以作为傳真機使用。1980年代开始的数字化传真只是一种特定的图像格式，通过高速數據機（4800/9600/14400 bps）来传送。计算机中的传真软件可以转换任何图像为數據機可以发送的传真格式。这种软件开始曾经需要另外购买，现在已经十分的普遍了。
Winmodem或者软件调制解调器，是一个为Windows系统简化的數據機，它用软件实现了部分硬件的功能。在这种情况下计算机内置的声音硬件（声卡）用来产生數據機模拟部分的声音信号。 另外的问题就是WinModems因为只能在过于依赖特定操作系统而缺乏灵活性，可能不会被其他操作系统（例如Linux）所支持，因为他们的制造商可能既不支持其他操作系统也不提供足够的技术支持和驱动程序。如果他们的驱动程序没有集成进系统的驱动程序库，后续的微软Windows系统可能也不会（或者不能很好的）支持Winmodem。
今天的现代语音數據機（ITU-T V.92标准）已经十分接近公共电话网（PSTN）电话信道的香农信道容量（Shannon capacity）。它们都是即插即用的传真／数据／语音數據機（广播语音信息和录音，音频响应）。

### 无线數據機
不同的无线调制解调器有不同的类型，不同的带宽和速度。 无线數據機经常分成透明和智能两类。他们传送经过调制到载波频率上的信息，这样有很多无线通讯链路就可以在相同或者不同的无线频率工作。
透明數據機运行类似于他们的表亲电话线數據機。典型的，他们是半双工的，这就意味着他们不能同时发送和接受数据。另外典型的特点是，透明數據機循环可以收集位于分散位置而又不容易布设线路的地方的数据。透明數據機一般用于公司有效地汇集数据。
智能數據機内置介质访问控制器来避免因冲突和重发引起的未正确接受数据产生随机数据。智能數據機因此较之普通透明數據機需要额外的带宽，特别的还要更多的无线频率带宽。IEEE 802.11标准包含了一个近程调制解调器标准，大规模应用于全球的网络。无线调制解调器被用于Wi-Fi或者WiMax标准。

### 宽带

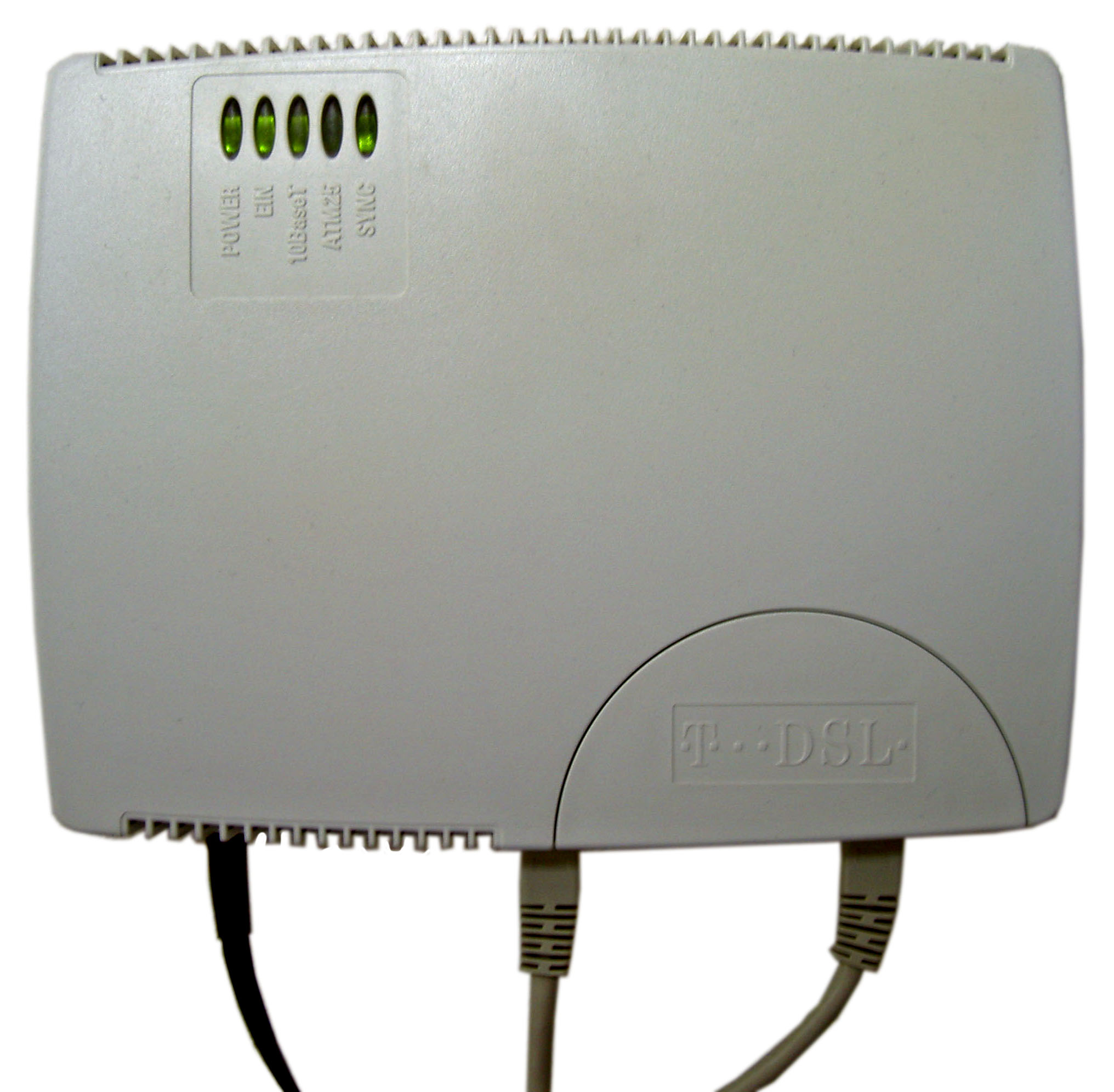
DSL 數據機

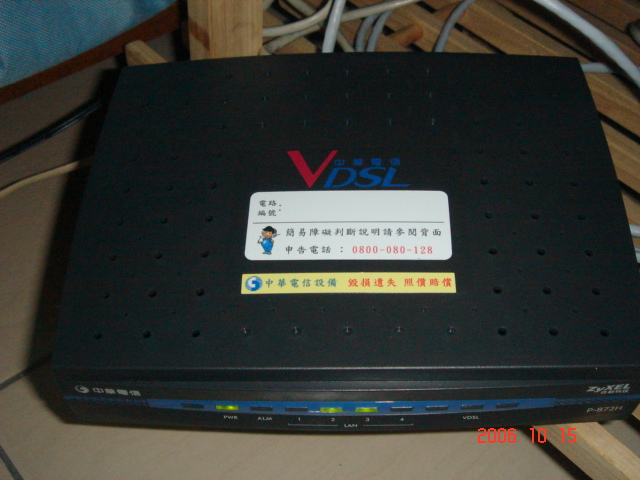
VDSL用戶數據機，光纖到達光化箱（光纖化交接箱）後，轉為VDSL經電話線到達中華電信光世代用戶

DSL（數碼用戶迴路）数据机，是通過銅線或者本地電話網提供數碼連接的一種技術。
- ADSL（非对称用户数字线路）數據機，俗称宽带猫，主要区别在于它不止局限在普通电话使用的语音载波的频段。 现在的ADSL數據機使用编码正交频分调变。
- VDSL（超高速數位用戶迴路） 數據機，允許用戶端利用現有銅線獲得高頻寬服務，而不必採用光纖，VDSL和ADSL一樣，

线缆调制解调器（cable modem）使用的是射频（RF）电视频道的一段载波频段。多个线缆數據機可以使用一条电视电缆的相同频段，通过低水平介质访问协议来实现在同一通道共同工作。典型常的“上行”和“下行”信号用频分复用来隔离。
新型的宽带數據機也开始普及了，例如双路卫星和電力線调制解调器。

### 光学调制解调器
光学调制解调器（英语：Optical modem）或光modem，中國俗称光猫，指通过光纤介质传输信号，并将光信号调制解调为其他信号的调制解调器。常见于光纤到户的设备。

## 互联网访问
提起數據機很多人就会联想到网络访问。加利福尼亞大學洛杉磯分校於2001年的调查显示81.3%的美国网民使用电话调制解调器，11.5%的网民使用线缆调制解调器，数量远超过其他方法。
但是宽带服务的日趋完善给宽带调制解调器提供广阔的市场空间。特别是ADSL在欧洲和亚洲的安装数量一直保持旺盛的增长。1 Mbps以上的连接越来越多的取代窄带的拨号方式。
在中国，由于电话线路密集，为避免干扰，通讯电缆无法在一根电缆承载过多的ADSL信号。因此电信运营商提供更多的接入方式，例如单纯的IP网络或者电力线等，甚至无线手机也加入到接入服务的竞争中。在2024年，中国的主要城市已几乎不再使用传统调制解调器进行互联网接入，而是随着FTTH方式的普及更多使用光纤调制解调器（在中国大陆地区俗称为“光猫”）。

## 参看
- 调制 (调制技术列表)
- TCP/IP
- 撥號連線